# THE SAIHOKUKAN HOTEL
THE SAIHOKUKAN HOTEL（サイホクカン ホテル）は、長野県長野市にある老舗ホテル。創業は1890年（明治23年）。現在まで「犀北館」 ～ 「長野ホテル犀北館」 ～ 「THE SAIHOKUKAN HOTEL」 と名称変更をしているが、地元では創業時の犀北館（さいほくかん）と呼ばれることが多い。運営は株式会社長野ホテル犀北館。

## 概要
長野駅から善光寺までのちょうど中間あたりに立地する、国内有数の老舗ホテル。1998年（平成10年）の長野オリンピックの際には、皇族の宿泊をはじめ、サマランチ国際オリンピック委員会会長（当時）などの重要来賓が来館した。
格調高いホテル館内には、約800名を収容できる大宴会場のグランドボールルームがある。「ボールルーム」とは明治・大正時代の西洋において、社交ダンスやパーティーを行う為の部屋のことであり、犀北館のグランドボールルームは、民間の会場としては初めて皇族の宮中晩餐会の会場となった。
東郷青児、中川紀元が共同で制作したステンドグラスがメインバー「SEIJI」に現存している。この東郷青児のステンドグラスは、ホテルのロゴマークの元にもなっている。
2023年（令和5年）には飯綱高原に移築されている大正時代の旧長野県庁舎（その後は旧県自治研修所）の建物の優先交渉権を獲得しており、建物の部材活用や一部移築の構想がある。

## 沿革
- 1890年（明治23年） - 西洋風旅館犀北館創業。犀北館の命名は書家巖谷一六。
- 1977年（昭和52年） - 本館・南館が建てられ、長野ホテル犀北館として営業を開始。
- 1978年（昭和53年） - 国民体育大会に行幸した昭和天皇が宿泊[4]。
- 1995年（平成7年） - 本館跡地に新本館が完成、オープン。南館を改装。
- 1996年（平成8年） - 新本館が第9回長野市景観賞を受賞[5]。
- 2001年（平成13年） - 「婚礼パンフレット」が第15回全日本DM大賞 第6部門（サービス業部門）金賞を受賞[6]。
- 2002年（平成14年） - THE SAIHOKUKAN HOTELに改名。
- 2004年（平成16年） - 信州ブランド・デザイン賞2004 入賞[7]。
- 2007年（平成19年） - 株式会社リサ・パートナーズの子会社である株式会社グッド・リゾートと業務協力協定を締結（2008年（平成20年）同締結終了）。グッド・リゾートと東京グリーンホテルグループが資本参加を行う。
- 2008年（平成20年） - 株式会社グッド・リゾートと業務協力協定を締結を終了する。
- 2010年（平成22年） - 国立歴史民俗博物館（千葉県佐倉市）に対し、同ホテルにて保管していた各宮家・各政府要人用御献立など80点余りを寄贈する。

## アクセス
- 鉄道
  - JR・長野電鉄長野駅 車5分
  - 長野電鉄権堂駅 徒歩10分
- 車
  - 上信越自動車道長野IC 20分
  - 無料駐車場完備（60台収容）